# 桃太郎の海鷲
『桃太郎の海鷲』（ももたろうのうみわし）は、日本政府より国策アニメ映画製作の命を受け、1942年に藝術映画社で製作され、戦時下の1943年3月25日に公開されたアニメ映画。日本初の長編アニメ映画といわれることがある。

## 解説
日本海軍がハワイを奇襲した真珠湾攻撃をモデルにしており、桃太郎を隊長とする機動部隊が鬼ヶ島へ「鬼退治（空襲）」を敢行し、多大な戦果を挙げるという内容である。
本作では『海軍省製作協力』ということもあり、瀬尾光世らに霞ヶ浦海軍航空隊での調査も許された。このため、本作は漫画といえども精緻な描写が特徴的となっている。
撮影では当時、国内では先駆けて藝術映画社が導入した四段マルチプレーン撮影台が駆使され、雲の中を軍用機が飛ぶシーンなど立体的な構図を可能にした。
当時の子供たちである少国民を対象に戦意高揚目的に制作された映画ではあるものの、随所に平和への願いが暗示されている箇所がある。また、この時の興行収入は64万円であった（当時の米1升が公定価0.5円）。
姉妹編に『桃太郎 海の神兵』（1945年）がある。
制作前、瀬尾は海軍将校から制作の参考のためとして（日本軍が占領地で接収した）ディズニー映画を鑑賞する機会を持ったが、生き生きとしたキャラクターの動きやカラー製作、当時の日本とは比べようもない制作技術の高さに衝撃を受け「これは勝てない」と考えたという。 スタッフであった持永只仁は、『桃太郎の海鷲』完成後に、瀬尾より海軍省の試写室で『ファンタジア』などを見た旨の話を聞いたと記している。
上映時間は37分間であり、日本で作成された漫画映画では異例の長編映画となった（それまでの国産アニメは10分程度という常識であった）。1943年の封切映画館入場者数で68本中9位とヒット作になり、文部省推薦映画に選ばれるなど、アニメの社会的地位を高めた記念碑的作品である。

## スタッフ
- 企画：海軍省
- 後援：海軍省報道部
- 脚本：栗原有茂
- 演出：瀬尾光世
- 撮影：瀬尾光世、持永只仁[4]
- 技術・構成：持永只仁、田辺利彦、橋本珠子、塚本静世
- 音楽：伊藤昇
- 製作：藝術映画社、大村英之助
- 配給：映画配給社